# Campionato asiatico e oceaniano maschile di pallavolo 1979
Il II campionato asiatico e oceaniano maschile di pallavolo si è svolto dal 16 al 23 dicembre 1979 a Manama, in Bahrein. Al torneo hanno partecipato 15 squadre nazionali asiatiche ed oceaniane e la vittoria finale è andata per la prima volta alla Cina.

## Gironi
Dopo la prima fase, la prima classificata di ogni girone ha acceduto al girone per il primo posto, la seconda classificata di ogni girone ha acceduto al girone per il quinto posto, la terza classificata di ogni girone ha acceduto al girone per il nono posto, la quarta classificata di ogni girone ha acceduto al girone per il tredicesimo posto.
| Girone A                               | Girone B            | Girone C                                    | Girone D                         |
| -------------------------------------- | ------------------- | ------------------------------------------- | -------------------------------- |
| Australia Bahrein Kuwait Nuova Zelanda | Giappone Iraq Siria | Corea del Sud Iran Singapore Yemen del Nord | Arabia Saudita Cina India Libano |

## Classifica finale
| Classifica | Squadre        | Qualificazione              |
| ---------- | -------------- | --------------------------- |
|            | Cina           | Giochi della XXII Olimpiade |
|            | Corea del Sud  |                             |
|            | Giappone       |                             |
| 4          | Australia      |                             |
| 5          | India          |                             |
| 6          | Iran           |                             |
| 7          | Kuwait         |                             |
| 8          | Iraq           |                             |
| 9          | Arabia Saudita |                             |
| 10         | Siria          |                             |
| 11         | Nuova Zelanda  |                             |
| 12         | Singapore      |                             |
| 13         | Libano         |                             |
| 14         | Bahrein        |                             |
| 15         | Yemen del Nord |                             |